# Matthew Broderick
Matthew Broderick (Nova York, 21 de março de 1962) é um ator e dublador americano, descendente de judeus. Após estrelar uma série de peças teatrais e o filme Jogos de Guerra (1983), ficou mundialmente conhecido por interpretar o personagem-título no clássico adolescente Ferris Bueller's Day Off (1986), pelo qual foi indicado a um Globo de Ouro.
A partir daí, Broderick atuou em vários filmes de sucesso, como Tempo de Glória (1989), The Freshman (1990), The Cable Guy (1996), Godzilla (1998), Inspector Gadget (1999), You Can Count on Me (2000) e The Last Shot (2004), além de dublagem do leão Simba na franquia O Rei Leão, da Walt Disney Pictures. Outros trabalhos dele como dublador incluem as animações Bee Movie (2007), The Tale of Despereaux (2008) e Wonder Park (2019), além de episódios de Adventure Time e Rick and Morty.
No teatro, Broderick já ganhou dois Prêmios Tony. Em 2001, ele e Nathan Lane protagonizaram o musical da Broadway, The Producers, de Mel Brooks, que posteriormente ganhou uma versão cinematográfica em 2008.
Em 2006, por suas contribuições para a indústria cinematográfica, Broderick foi introduzido na Calçada da Fama de Hollywood. Onze anos depois, ele foi introduzido no American Theatre Hall of Fame.

## Biografia
Broderick nasceu em Nova York, filho de Patricia Biow, uma dramaturga, atriz e pintora, e de James Joseph Broderick, um ator. A mãe de Broderick era judia e seu pai, um católico de ascedência irlandesa. Broderick frequentou a escola primária City & Country School e cursou o ensino médio na Walden School. Depois da morte de sua mãe, suas pinturas foram exibidas na Tibor de Nagy Gallery em Nova York.

## Carreira

### Vida profissional
O primeiro papel importante de Broderick veio em uma oficina de produção HB Studio, do dramaturgo Horton Foote, de On Valentine's Day, atuando ao lado de seu pai, que era amigo de Foote. Este foi seguido de um papel principal na produção off-Broadway de Harvey Fierstein, Torch Song Trilogy, então, uma boa análise do crítico de teatro do New York Times, Mel Gussow, chamou a atenção da Broadway. Broderick comentou sobre os efeitos dessa análise em uma entrevista de 2004, 60 Minutes II:
| “ | Antes que eu percebesse, eu era como esse cara em um jogo quente. E, subitamente, todas estas portas abriram. E é só porque Mel Gussow passou a vir pela direita antes de ser fechada e aconteceu assim. É simplesmente impressionante. Todas essas coisas precisam estar alinhadas que estão fora de nosso controle. | ” |

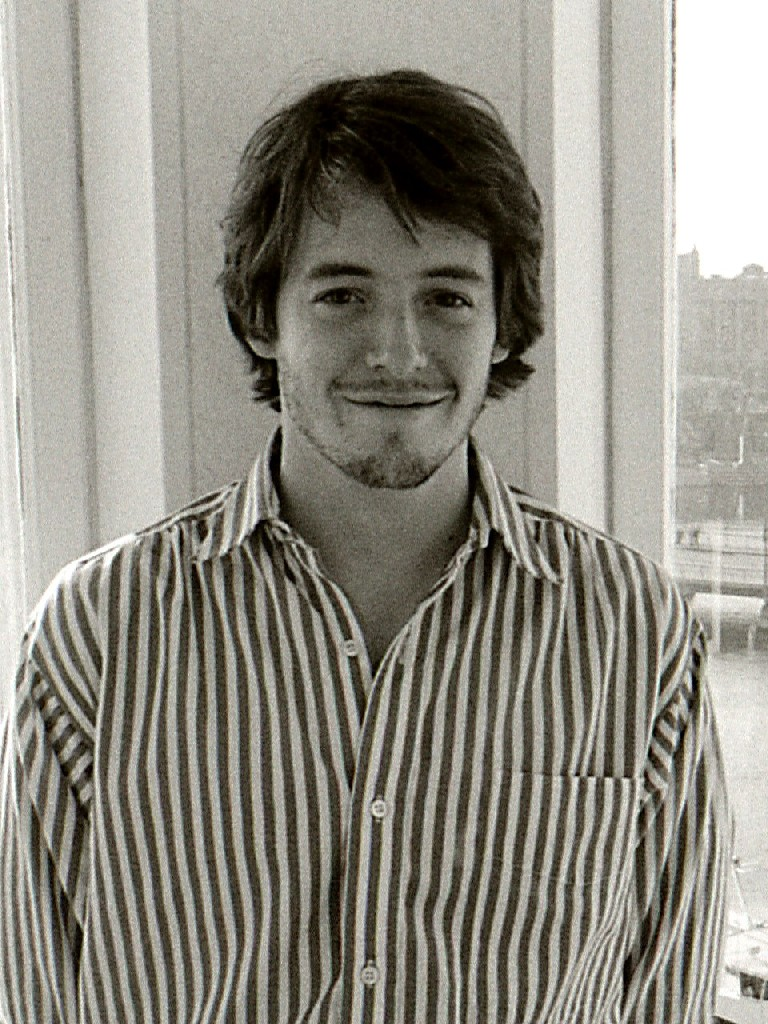
Broderick na Suécia durante sua promoção de Ferris Bueller's Day Off, Dezembro de 1986.

Ele seguiu com o papel de Eugene Morris Jerome, na Eugene Trilogy, de Neil Simon, incluindo as peças, Brighton Beach Memoirs e Biloxi Blues. Seu primeiro papel em um filme foi também escrito por Neil Simon. Broderick estreou em Max Dugan Returns, de 1983. Seu primeiro grande filme foi WarGames, um hit do verão de 1983. Foi seguido pelo papel de Philippe Gaston em Ladyhawke, em 1985.
Broderick ganha então, o papel do charmoso, talentoso e preguiçoso em Ferris Bueller's Day Off. Com 23 anos, Broderick atua como um estudante de ensino médio que, com sua namorada e seu melhor amigo, joga hooky e explora Chicago. O filme continua a ser uma das comédias favoritas dos anos 80 hoje e é um de seus mais conhecidos papéis (particularmente entre adolescentes). E em 1987, ele atuou como um piloto da tropa da força aérea, Jimmy Garrett em Project X. No filme de 1989, Glory, Broderick recebe boas notas pelo seu retrato do oficial da Guerra Civil Americana, Robert Gould Shaw.
Nos anos 90, Broderick pegou o papel como o leão adulto Simba, na animação de sucesso The Lion King, e também dublou Tack the Cobbler na versão controversa da Miramax de The Thief and the Cobbler, que havia sido originalmente concebido como um papel em silêncio. Ele ganhou conhecimento por dois papéis de humor negro. O primeiro era de um solteirão em The Cable Guy. O segundo era de um professor do ensino médio em Alexander Payne's Election.
Broderick retornou à Broadway como uma estrela de um musical nos anos 90, mais notavelmente com sua performance ganhadora do Tony Awards em How to Succeed in Business Without Really Trying e sua performance nomeada ao Tony Awards da versão para os palcos de Mel Brooks de The Producers, em 2001. Ele continuou a fazer participações em filmes, inclusive a adaptação de 2005 de The Producers. Broderick atuou no papel de Leopold “Leo” Bloom, um contador que co-produzia um musical designado a falir, mas que se torna bem sucedido.
Broderick se reuniu com sua co-estrela de The Lion King e The Producers, Nathan Lane, em The Odd Couple, que abriu na Broadway em outubro de 2005. Ele apareceu na Broadway como um professor universitário em The Philanthropist, executando de 10 de abril a 28 de junho de 2009.

## Vida pessoal

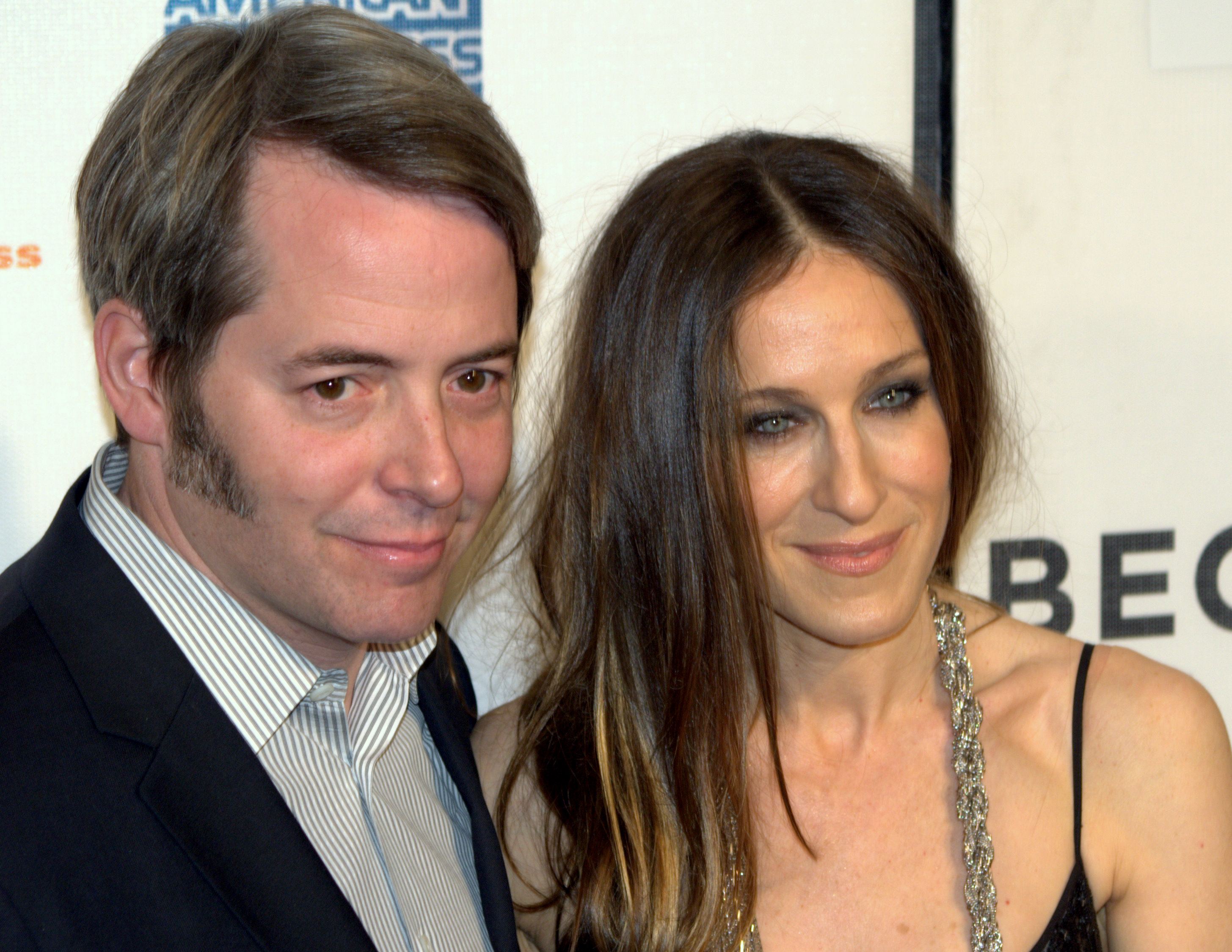
Broderick e sua esposa Sarah Jessica Parker em 2009.

Broderick conheceu a atriz Jennifer Grey no set de Ferris Bueller's Day Off e em 1986 ficou brevemente comprometido com ela.
Broderick conheceu a atriz Sarah Jessica Parker através de seu irmão e os dois se casaram em 19 de maio de 1997 em uma cerimônia civil em uma sinagoga no Lower East Side. Embora Broderick se considere culturalmente judeu, a cerimônia foi realizada pela sua irmã, Janet Broderick Kraft, uma sacerdotisa episcopal.
Parker e Broderick têm um filho, James Wilke Broderick, nascido em 28 de outubro de 2002. Em 28 de abril 2009, confirmou-se que Parker e Broderick esparavam gêmeas através de barriga-de-aluguel. A mãe-de-aluguel de Broderick e Parker entregou suas filhas gêmeas, Marion Loretta Elwell e Tabitha Hodge em 22 de junho de 2009.
Embora eles vivam em New York, eles gastam uma quantidade considerável de tempo na sua casa de férias perto de Kilcar, uma vila em County Donegal, Irlanda, onde Broderick passou seus verões quando criança. Eles também tem uma casa em The Hamptons.

#### Acidente de automóvel
Em 5 de agosto de 1987, Broderick e Grey foram de férias para a Irlanda do Norte, quando em uma BMW alugada, ele desviou para a pista errada em uma estrada em Enniskillen, County Fermanagh e bateu em um carro dirigido por Anna Gallagher, 30. Ela e sua mãe, Margaret Doherty, 63, morreram instantaneamente.
Broderick passou quatro semanas em um hospital de Belfast com uma fratura na perna e nas costelas, pulmão colapsado e concussão. Grey sofreu ferimentos leves. Broderick contou às autoridades que ele não tinha lembrança do acidente e não sabia por que estava na pista errada.
| “ | Eu não me lembro o dia. Eu não me lembro sequer de me levantar pela manhã. Não me lembro de fazer a minha cama. Primeiro que eu lembro é de acordar no hospital, com uma sensação muito estranha acontecendo em minha perna. | ” |

disse ele na época.
Broderick foi acusado de causar morte por condução perigosa e enfrentar uma pena de prisão de até cinco anos. Ele foi mais tarde condenado por menor carga de condução negligente e multado em US$ 175. A família da vítima chamou o caso de "uma farsa da justiça".
Broderick concordou em se reunir com a família das duas mulheres, na primavera de 2003, de modo que a família poderia ganhar algum senso de encerramento sobre o acidente.

## Filmografia

### Cinema
| Filmes | Filmes                                               | Filmes                              | Filmes                                | Filmes                                                      | Filmes               |
| Ano    | Filme                                                | Título no Brasil                    | Título em Portugal                    | Papel                                                       | Notas                |
| ------ | ---------------------------------------------------- | ----------------------------------- | ------------------------------------- | ----------------------------------------------------------- | -------------------- |
| 1983   | Max Dugan Returns                                    | A Volta de Max Dugan                | O Regresso do Aventureiro             | Michael McPhee                                              |                      |
| 1983   | WarGames                                             | Jogos de Guerra                     | Jogos de Guerra                       | David Lightman                                              |                      |
| 1985   | 1918                                                 |                                     |                                       | Irmão                                                       |                      |
| 1985   | Master Harold...and the Boys                         |                                     |                                       | Harold "Hally"                                              |                      |
| 1985   | Ladyhawke                                            | O Feitiço de Áquila                 | A Mulher Falcão                       | Phillipe Gaston                                             |                      |
| 1986   | Ferris Bueller's Day Off                             | Curtindo a Vida Adoidado            | O Rei dos Gazeteiros                  | Ferris Bueller                                              |                      |
| 1986   | On Valentine's Day                                   | No Dia dos Namorados                |                                       | Brother                                                     |                      |
| 1987   | Project X                                            | Projeto Secreto: Macacos            | Projecto X                            | James "Jimmy" Garrett                                       |                      |
| 1988   | She's Having a Baby                                  | Ela vai ter um bebê                 | A Vida Não Pode Esperar               | participação especial como Ferris Bueller                   |                      |
| 1988   | Biloxi Blues                                         | Metidos em Encrencas                | Os Rapazes de Biloxi                  | Eugene Morris Jerome                                        |                      |
| 1988   | Torch Song Trilogy                                   | Essa Estranha Atração               | Corações de Papel                     | Alan Simon                                                  |                      |
| 1989   | Family Business                                      | Negócios de Família                 | Negócios de Família                   | Adam McMullen                                               |                      |
| 1989   | Glory                                                | Tempo de Glória                     | Tempo de Glória                       | Coronel Robert Gould Shaw                                   |                      |
| 1990   | The Freshman                                         | Um Novato na Máfia                  | O Caloiro da Máfia                    | Clark Kellogg                                               |                      |
| 1992   | Out on a Limb                                        | Um Yuppie em Apuros                 | Malvados Dólares                      | William "Bill" Campbell                                     |                      |
| 1993   | The Night We Never Met                               | A Noite Que Nunca Nos Encontramos   | Mesma Casa, Outras Noites             | Samuel "Sam" Lester                                         |                      |
| 1993   | A Life in the Theater                                |                                     |                                       | John                                                        | Filme para TV        |
| 1994   | The Lion King                                        | O Rei Leão                          | O Rei Leão                            | Simba (adulto)                                              | Voz                  |
| 1994   | Mrs. Parker and the Vicious Circle                   | Círculo do Vício                    | A Senhora Parker e o Círculo do Vício | Charles MacArthur                                           |                      |
| 1994   | The Road to Wellville                                | O Fantástico Mundo do Dr. Kellogg   | Sexo e Corn Flakes                    | William "Will" Lightbody                                    |                      |
| 1995   | The Thief and the Cobbler                            | O Cavaleiro das Arábias             |                                       | Tack the Cobbler                                            | Voz                  |
| 1996   | The Cable Guy                                        | O Pentelho                          | O Melga                               | Steven M. Kovacs                                            |                      |
| 1996   | Infinity                                             | Infinity - Um amor sem limites      |                                       | Richard Feynman                                             |                      |
| 1997   | Addicted to Love                                     | A Lente do Amor                     | Viciados no Amor                      | Sam                                                         |                      |
| 1997   | Lewis & Clark: The Journey of the Corps of Discovery |                                     |                                       | Sgt. John Ordway                                            | Especial de TV (Voz) |
| 1998   | Godzilla                                             | Godzilla                            | Godzilla                              | Dr. Niko "Nick" Tatopoulos                                  |                      |
| 1998   | The Lion King II: Simba's Pride                      | O Rei Leão 2: O Reino de Simba      | O Rei Leão 2: O Reino de Simba        | Simba                                                       | Voz                  |
| 1998   | Walking to the Waterline                             |                                     | Herança do Passado                    | Michael Woods                                               |                      |
| 1999   | Election                                             | Eleição                             |                                       | James "Jim" McAllister                                      |                      |
| 1999   | Inspector Gadget                                     | Inspetor Bugiganga                  | Inspector Gadget                      | Inspetor Bugiganga / Robo-Bugiganga / Jonathan "John" Brown |                      |
| 2000   | You Can Count on Me                                  | Conte comigo                        | Podes Contar Comigo                   | Brian Everett                                               |                      |
| 2003   | The Music Man                                        |                                     |                                       | Professor Harold Hill                                       | Filme para TV        |
| 2003   | Good Boy!                                            | Um Cão do Outro Mundo               | Um Cão do Outro Mundo                 | Canid 3492 o Cachorro ("Hubble")                            | Voz                  |
| 2004   | The Lion King 1½                                     | O Rei Leão 3: Hakuna Matata         | O Rei Leão 3: Hakuna Matata           | Simba                                                       | Voz                  |
| 2004   | Marie and Bruce                                      | Marie e Bruce                       | Marie e Bruce                         | Bruce                                                       |                      |
| 2004   | The Stepford Wives                                   | Mulheres Perfeitas                  | Mulheres Perfeitas                    | Walter Kresby                                               |                      |
| 2004   | The Last Shot                                        | Luzes, câmera, ação                 | O Último Golpe                        | Steven Schats                                               |                      |
| 2005   | The Producers                                        | Os Produtores                       | Os Produtores                         | Leopold Bloom                                               |                      |
| 2005   | Strangers with Candy                                 |                                     |                                       | Roger Beekman                                               |                      |
| 2006   | Deck the Halls                                       | Um Natal Brilhante                  | Um Vizinho a Apagar                   | Steven "Steve" Finch                                        |                      |
| 2007   | Then She Found Me                                    | Quando me Apaixono                  | Até que Me Encontrou                  | Benjamin "Ben" Green                                        |                      |
| 2007   | Bee Movie                                            | Bee Movie: A História de uma Abelha | A História de uma Abelha              | Adam Flayman                                                | Voz                  |
| 2008   | Diminished Capacity                                  |                                     | Perdidos e Achados                    | Cooper Kennedy                                              |                      |
| 2008   | Finding Amanda                                       | Procurando Amanda                   | À Procura de Amanda                   | Taylor Peters Mendon                                        |                      |
| 2008   | The Tale of Despereaux                               | O Corajoso Ratinho Despereaux       | A Lenda de Despereaux                 | Despereaux                                                  | Voz                  |
| 2010   | Wonderful World                                      |                                     |                                       | Benjamin "Ben" Singer                                       |                      |
| 2011   | Margaret                                             |                                     |                                       | Andrew "Andy" Van Tassel                                    |                      |
| 2011   | Spot                                                 |                                     |                                       | Steve                                                       | Voz                  |
| 2011   | Tower Heist                                          | Roubo nas Alturas                   |                                       | Mr. Fitzhugh                                                |                      |
| 2012   | Davis Baton                                          |                                     |                                       | Davis Baton                                                 |                      |
| 2012   | Hans Christian Andersen                              |                                     |                                       | Hans Christian Andersen                                     |                      |
| 2015   | Dirty Weekend                                        | Encontro Selvagem                   |                                       | Les Moore                                                   |                      |
| 2016   | Manchester by the Sea                                | Manchester à Beira-Mar              | Manchester by the Sea                 | Jeffrey                                                     |                      |
| 2016   | The American Side                                    | O Lado Americano                    |                                       | Borden Chase                                                |                      |
| 2016   | Rules Don't Apply                                    |                                     |                                       | Levar Mathis                                                |                      |
| 2018   | To Dust                                              | Ao Pó Voltará                       |                                       | Albert                                                      |                      |
| 2019   | Wonder Park                                          | O Parque dos Sonhos                 | Parque das Maravilhas                 | Pai                                                         | Voz                  |
| 2019   | Love Is Blind                                        | Amor Invisível                      |                                       | Murray Kraftt                                               |                      |
| 2020   | Lazy Susan                                           |                                     |                                       | Doug                                                        |                      |
| 2023   | No Hard Feelings                                     | Que Horas Eu Te Pego?               |                                       | Laird Becker                                                |                      |

### Televisão
| Televisão  | Televisão                        | Televisão                | Televisão                                               |
| Ano        | Título                           | Papel                    | Nota                                                    |
| ---------- | -------------------------------- | ------------------------ | ------------------------------------------------------- |
| 1981       | Lou Grant                        | Mike                     | Episódio: "Generations"                                 |
| 1985       | Faerie Tale Theatre              | Príncipe Henry           | Episódio: "Cinderella"                                  |
| 1988, 1998 | Saturday Night Live              | Ele mesmo                | 2 episódios                                             |
| 1995       | Frasier                          | Mark (voz)               | Episódio: "She's the Boss"                              |
| 2008–12    | 30 Rock                          | Cooter Burger            | 2 episódios                                             |
| 2009       | Cyberchase                       | Max (voz)                | Episódio: "Father's Day"                                |
| 2010, 2015 | Louie                            | Ele mesmo                | 2 episódios                                             |
| 2012–16    | Adventure Time                   | Guerreiro do Sonho (voz) | 2 episódios                                             |
| 2012       | Modern Family                    | Dave                     | Episódio: "Mistery Date"                                |
| 2015       | The Jim Gaffigan Show            | Ele mesmo                | Episódio: "Wonderful"                                   |
| 2017       | BoJack Horseman                  | Joseph Sugarman (voz)    | 2 episódios                                             |
| 2018–19    | The Conners                      | Peter                    | 4 episódios                                             |
| 2019       | At Home with Amy Sedaris         | Cliff                    | Episódio: "Teenagers"                                   |
| 2019       | Saturday Night Live              | Mike Pompeo              | Episódio: "Phoebe Waller-Bridge/Taylor Swift"           |
| 2019       | Comedians in Cars Getting Coffee | Ele mesmo                | Episódio: "These People That Do This Stuff. They Stink" |
| 2019       | Daybreak                         | Michael Burr             | 10 episódios                                            |
| 2019       | Rick and Morty                   | Gato Falante (voz)       | Episódio: "Claw and Hoarder: Special Ricktim's Morty"   |
| 2019       | Better Things                    | Dr. David Miller         | 4 episódios                                             |
| 2023       | Painkiller                       | Richard Sackler          | Minisérie                                               |

## Teatro
| Ano             | Peça                                             | Notas   |
| --------------- | ------------------------------------------------ | ------- |
| 1981            | Torch Song Trilogy                               |         |
| 1983            | Brighton Beach Memoirs                           |         |
| 1985            | Biloxi Blues                                     |         |
| 1995            | How to Succeed in Business Without Really Trying | Revival |
| 1999            | Night Must Fall                                  | Revival |
| 2000            | Taller Than a Dwarf                              |         |
| 2001-2002, 2003 | The Producers                                    |         |
| 2002            | Short Talks on the Universe                      |         |
| 2004            | The Foreigner                                    |         |
| 2005            | The Odd Couple                                   | Revival |
| 2009            | The Philanthropist                               | Revival |
| 2009            | The Starry Messenger                             |         |